# Famulus
Famulus, także Amulius lub Fabullus – rzymski malarz działający w czasach Nerona, autor fresków zdobiących Domus Aurea.
Tworzył obrazy w czwartym stylu pompejańskim. Pliniusz Starszy opisuje go w Historii naturalnej jako ekscentryka, który malował ubrany w togę, nawet podczas prac na rusztowaniu. Tworzył zaledwie po kilka godzin dziennie, pracując w świetle dziennym.